# Công đoàn
Công đoàn (nghiệp đoàn, liên đoàn lao động) là một hiệp hội, tổ chức xã hội đại diện cho những người lao động, có mục đích duy trì hay cải thiện các điều kiện làm việc. 
Trải qua 300 năm, các công đoàn phát triển thành nhiều dạng thức, dưới sự ảnh hưởng của các thể chế chính trị và kinh tế. Mục tiêu và hoạt động cụ thể của các công đoàn có khác nhau, nhưng thường bao gồm:
- Cung cấp lợi ích dự phòng: Các công đoàn thời xưa, như các Hội Ái hữu (Friendly Societies), thường cung cấp nhiều lợi ích để bảo trợ cho các thành viên trong trường hợp thất nghiệp, ốm đau, tuổi già hay chết. Ngày nay, ở các nước phát triển, những chức năng này được coi là thuộc về nhà nước, nhưng những quyền lợi khác như đào tạo huấn luyện, tư vấn và đại diện về luật pháp vẫn còn là những lợi ích quan trọng đối với thành viên công đoàn.
- Thương lượng tập thể: Ở các nước mà công đoàn có thể hoạt động công khai và được giới chủ thừa nhận, các công đoàn có thể thương lượng với chủ thuê mướn lao động về lương bổng và các điều kiện làm việc.
- Hành động áp lực: Các công đoàn có thể tổ chức đình công hay phản đối để gây áp lực theo những mục tiêu nào đó.
- Hoạt động chính trị: Các công đoàn có thể tác động đến những luật lệ có lợi cho toàn thể giới lao động. Họ có thể tiến hành những chiến dịch chính trị, vận động hành lang hay hỗ trợ tài chính cho những cá nhân hay chính đảng ứng cử vào các vị trí công quyền.

## Lịch sử
Bắt đầu từ thế kỷ 18, hầu hết xã hội phương Tây, nhất là Anh Quốc với nhiều biến động diễn ra trước hết, chứng kiến sự chuyển đổi từ nền văn hóa trồng trọt với nền tảng sản xuất thủ công sang cuộc cách mạng công nghiệp lần thứ nhất. Bên trong cuộc chuyển mình này nhiều biến động đã thúc đẩy sự xuất hiện của công đoàn.
Những biến động lúc bấy giờ, gây ra những lo ngại ngày càng tăng đối với thợ thủ công và các phường hội. Họ lo sợ bị chiếm mất những công việc đã ổn định từ xưa, sợ những đổi thay về lương bổng và phương thức lao động. Hơn nữa, sự bùng phát của xã hội công nghiệp đã lôi kéo phụ nữ, trẻ con, người lao động từ ruộng đồng vào lực lượng công nhân, với số lượng lớn và với những vai trò mới mẻ. Điều kiện làm việc và lương bổng không đạt tới tiêu chuẩn sống hiện đại.